# Parque Nacional Færder

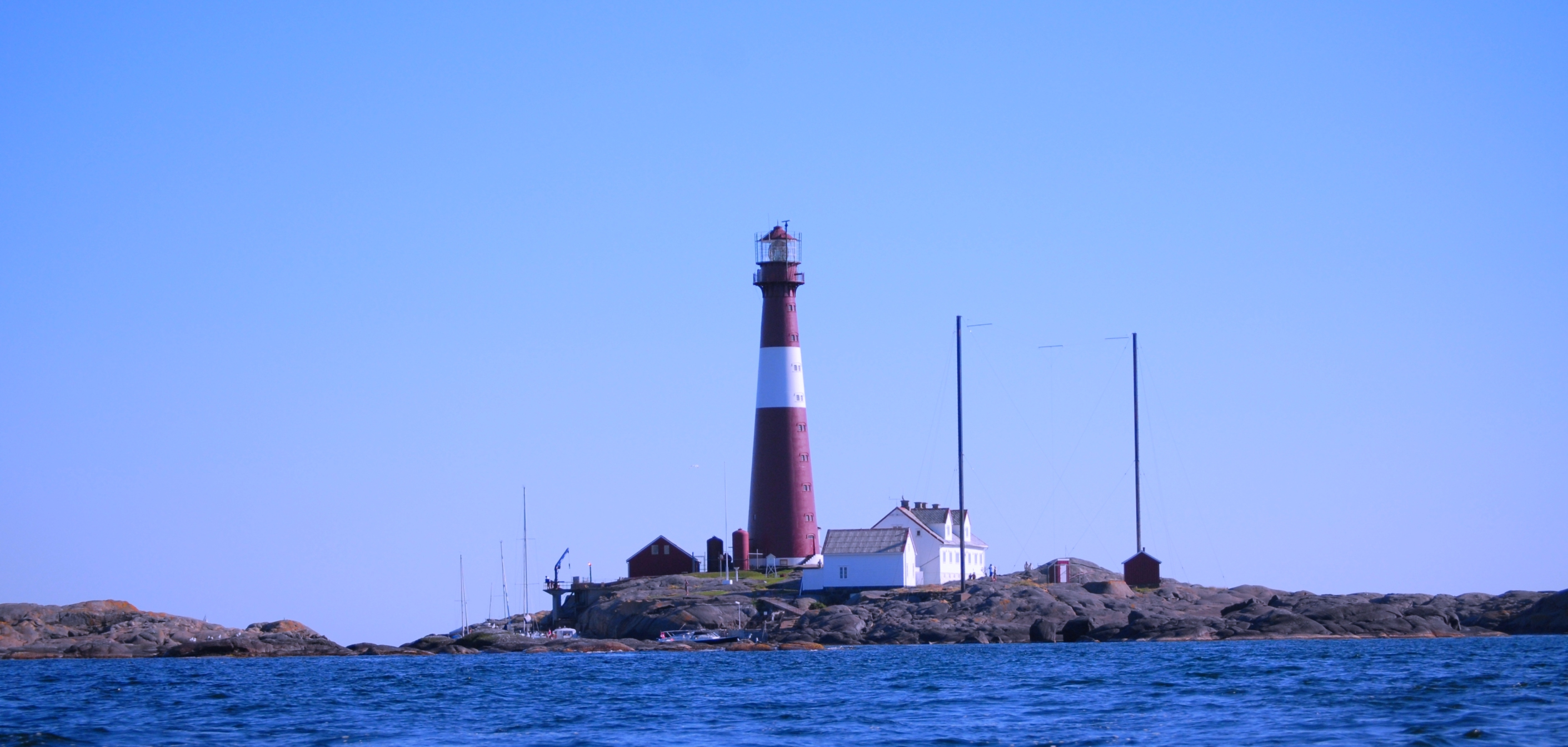
Parque Nacional Færder

O Parque Nacional Færder (em norueguês:  Færder nasjonalpark) é um parque nacional em Nøtterøy e Tjøme em Vestfold, Noruega. É essencialmente um parque marinho e inclui algumas ilhas e áreas costeiras. A leste, o parque nacional faz fronteira com o Parque Nacional Ytre Hvaler. Færder cobre uma área de 340 quilómetros quadrados, dos quais 325 quilómetros quadrados é mar e 15 quilómetros quadrados é terra. O parque foi inaugurado a 23 de agosto de 2013. O parque inclui grandes partes do arquipélago de Bolærne, bem como o Farol Færder e as ruínas do Farol Store Færder com os seus edifícios protegidos associados.